# Led Zeppelin
Led Zeppelin je bila angleška rock skupina, ki je s svojo glasbo in nastopi postala ena najbolj popularnih in vplivnih v zgodovini. 
Štiri članska zasedba skupine je v letu 1968 imela prvi javen nastop s hripavim in revolucionarnim pogledom na britanski blues-rock, in je kasneje ustvarila lasten stil glasbe, ki je imela velik prispevek k rojstvu hard rocka in konec koncev vzponu hard rocka.
Skupina se je formirala pod imenom The New Yardbirds (glavni kitarist Jimmy Page je prišel iz skupine The Yardbirds) leta 1968 v zasebi, ki je ostala nespremenjena do njihovega razpada. Bili so vztrajni inovatorji nove glasbe, hkrati pa ostajali popularni in dostopni. Želeli so si bolj neodvisen uspeh in se zato preimenovali v Led Zeppelin.  V njihovi glasbi so se zlivali različni elementi popularne glasbe kot so rockabilly, soul, funk. Več kot po dveh in pol desetletjih odkar so leta 1980 zaradi smrti bobnarja razpadli se njihova glasba še vedno dobro prodaja, predvaja na radijih, in ima še vedno vpliv na moderni rock. Njihova epska pesem »Stairway to Heaven« velja po mnenju mnogih, za največjo in najboljšo klasično rock pesem kdajkoli posneto. Do zdaj je skupina prodala že več kot 300 milijonov kopij albumov po celem svetu, vključujočih 100 milijonov kopij samo v ZDA. Na prodajnih lestvicah v ZDA so na tretjem mestu, takoj za Beatli in Elvis Presleyem po podatkih RIAA.
Njihove najbolj znane pesmi so: »Rock and Roll«, »Black Dog«, »Immigrant Song«, »Kashmir«, »Dazed and Confused«, »Whole Lotta Love«, »Stairway to Heaven« in »Achilles Last Stand«.
Pevec Robert Plant, kitarist Jimmy Page in basist John Paul Jones, ki so se razšli po smrti bobnarja Johna Bonhama leta 1980, so na tiskovni konferenci v dvorani, nekoč znani kot Millenium Dome, napovedali ponovno združitev pionirjev hard rocka in heavy metala. Glasbeniki bodo še enkrat združili moči 26. novembra v londonski O2 Areni, na koncertu, s katerim se bodo z drugimi izvajalci poklonili ustanovitelju založbe Atlantic Records, Ahmetu Ertegun. Za bobni bo sedel in udarjal Jason Bonham, sin preminulega Johna Bonhama.

## Zasedba
- John Bonham - bobni
- John Paul Jones - bas kitara, mandolina, klaviature
- Jimmy Page - kitara
- Robert Plant - vokal, orglice

## Albumi
- Led Zeppelin (1969)
- Led Zeppelin II (1969)
- Led Zeppelin III (1970)
- Untitled (1971)
- Houses of the Holy (1973)
- Physical Graffiti (1975)
- Presence (1976)
- The Song Remains the Same (1976)
- In Through the Out Door (1979)

Albumi izdani po koncu obstoja skupine:
- Coda (1982)
- Boxed Set (1990)
- Profiled (1990)
- Remasters (1990)
- Boxed Set 2 (1993)
- The Complete Studio Recordings (1993)
- BBC Sessions (1997)
- Early Days: The Best of Led Zeppelin Volume One (1999)
- Latter Days: The Best of Led Zeppelin Volume Two (2000)
- Early Days & Latter Days: The Best of Led Zeppelin Volumes One and Two (2002)
- How the West Was Won (2003)

## Video
- The Song Remains the Same - Led Zeppelin DVD